# Sinagoga di Ostia Antica
La Sinagoga di Ostia Antica è la più antica sede di culto ebraico in Europa occidentale e una dei più antichi luoghi di culto e della diaspora ebraica, posteriore solo alla sinagoga di Delo.

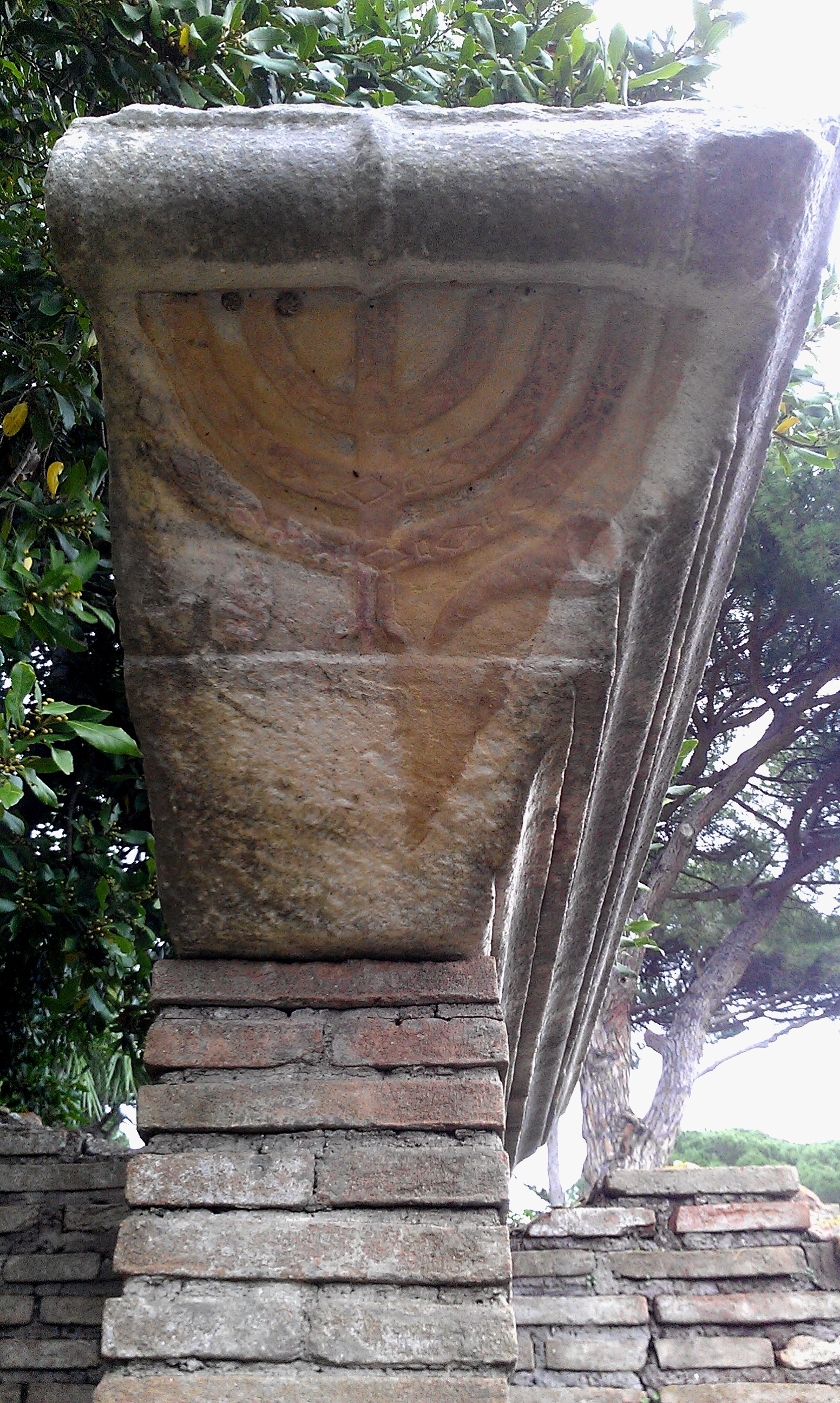
Dettaglio della Menorah

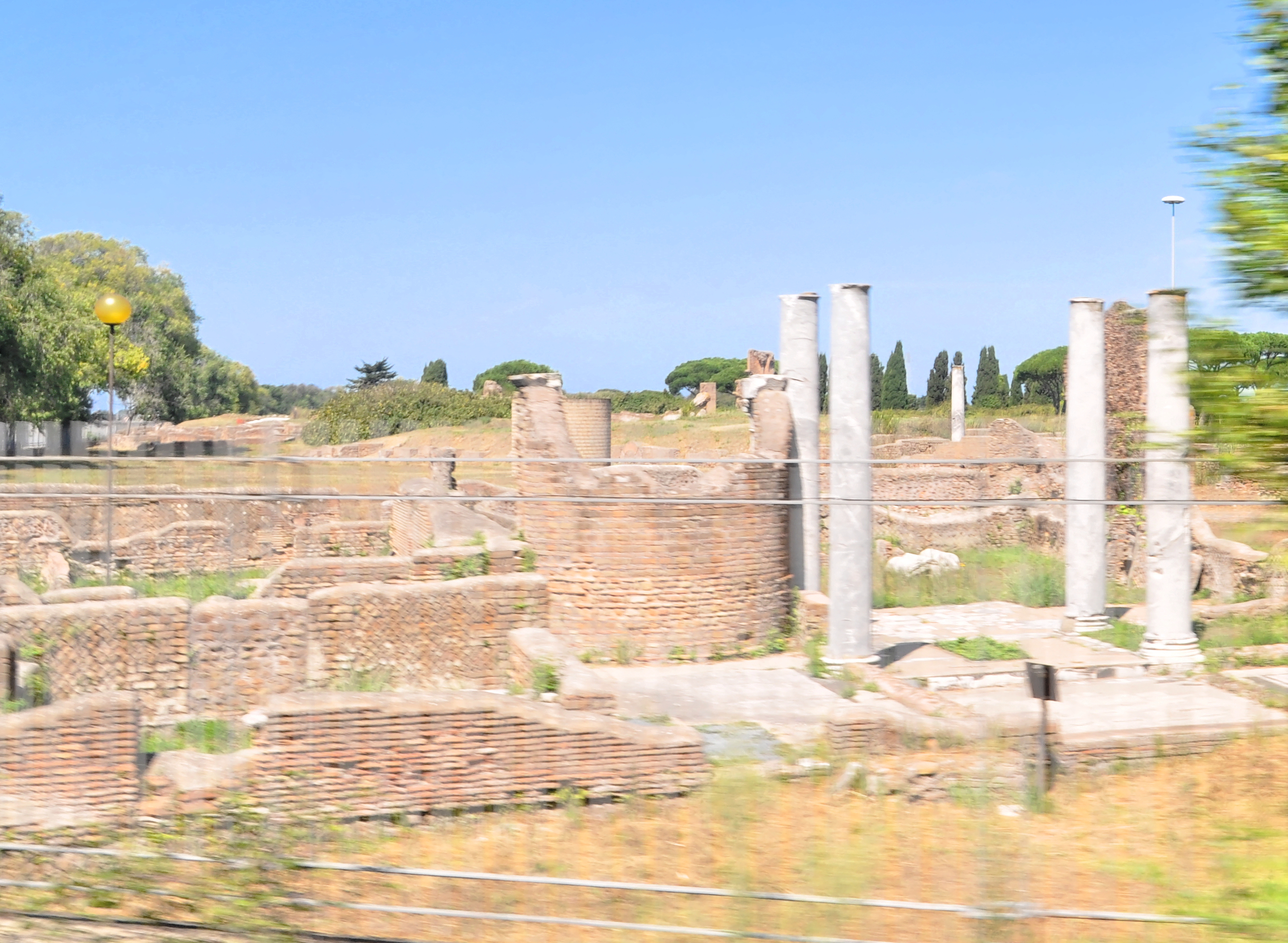
Resti della sinagoga

## Descrizione
I resti della sinagoga sono stati portati alla luce nel 1961 durante la costruzione della strada tra Roma e l'aeroporto di Fiumicino. Gli scavi del sito proseguirono dal 1961 al 1977 sotto la direzione di Maria Floriani Squarciapino, Soprintendente della Soprintendenza Archeologica di Ostia dal 1966 al 1974.
La sinagoga si estende su 850 metri quadri e contiene vari locali con diverse funzioni: dalla cottura del pane azzimo, al lavacro in vista del seppellimento, alla sala di riunione per le preghiere.
La sinagoga si trovava a 200 metri al di fuori della Porta Marina nelle mura della città, nei pressi della linea di costa (la spiaggia era considerata dagli antichi ebrei luogo puro, lontano dai templi pagani della città).
La sinagoga si trovava comunque sulla strada romana principale, opposta ad un grande complesso termale e non lontano da una sontuosa villa, in una delle zone di maggior traffico di Ostia Antica.
Risalente al I secolo d.C., pare che la sinagoga sia rimasta in uso fino al IV secolo, periodo dell'abbandono di Ostia Antica. Reperti della sinagoga sono oggi conservati al Museo ebraico di Roma.